# 2004 UU10
2004 UU10, também escrito como 2004 UU10, é um objeto transnetuniano (TNO) que está localizado no cinturão de Kuiper, uma região do Sistema Solar. Ele é classificado como um twotino, pois, o mesmo está em uma ressonância orbital de 1:2 com o planeta Netuno. O mesmo possui uma magnitude absoluta de 8,8 e tem um diâmetro com cerca de 35 km.

## Descoberta
2004 UU10 foi descoberto no dia 17 de outubro de 2004 pelos astrônomos C. A. Trujillo, e S. S. Sheppard.

## Órbita
A órbita de 2004 UU10 tem uma excentricidade de 0,000 e possui um semieixo maior de 45,949 UA. O seu periélio leva o mesmo a uma distância de 45,949 UA em relação ao Sol e seu afélio a 45,949 UA.